# Apeadeiro de Vala
O apeadeiro de Vala (palavra anteriormente grafada como "Valla") é uma antiga interface da Linha do Algarve, que servia a localidade de Vala, no concelho de Silves, em Portugal.

## Descrição

### Localização e acessos
O local deste apeadeiro situa-se junto à antiga passagem de nível ao PK 315+545, substituída mais tarde por uma passagem desnivelada inferior; a rodovia que aqui cruza a via férrea é a EM529, que o ligava à localidade nominal numa distância de mais de dois quilómetros; esta por sua vez situa-se a menos de metade desta distância de Poço Barreto.

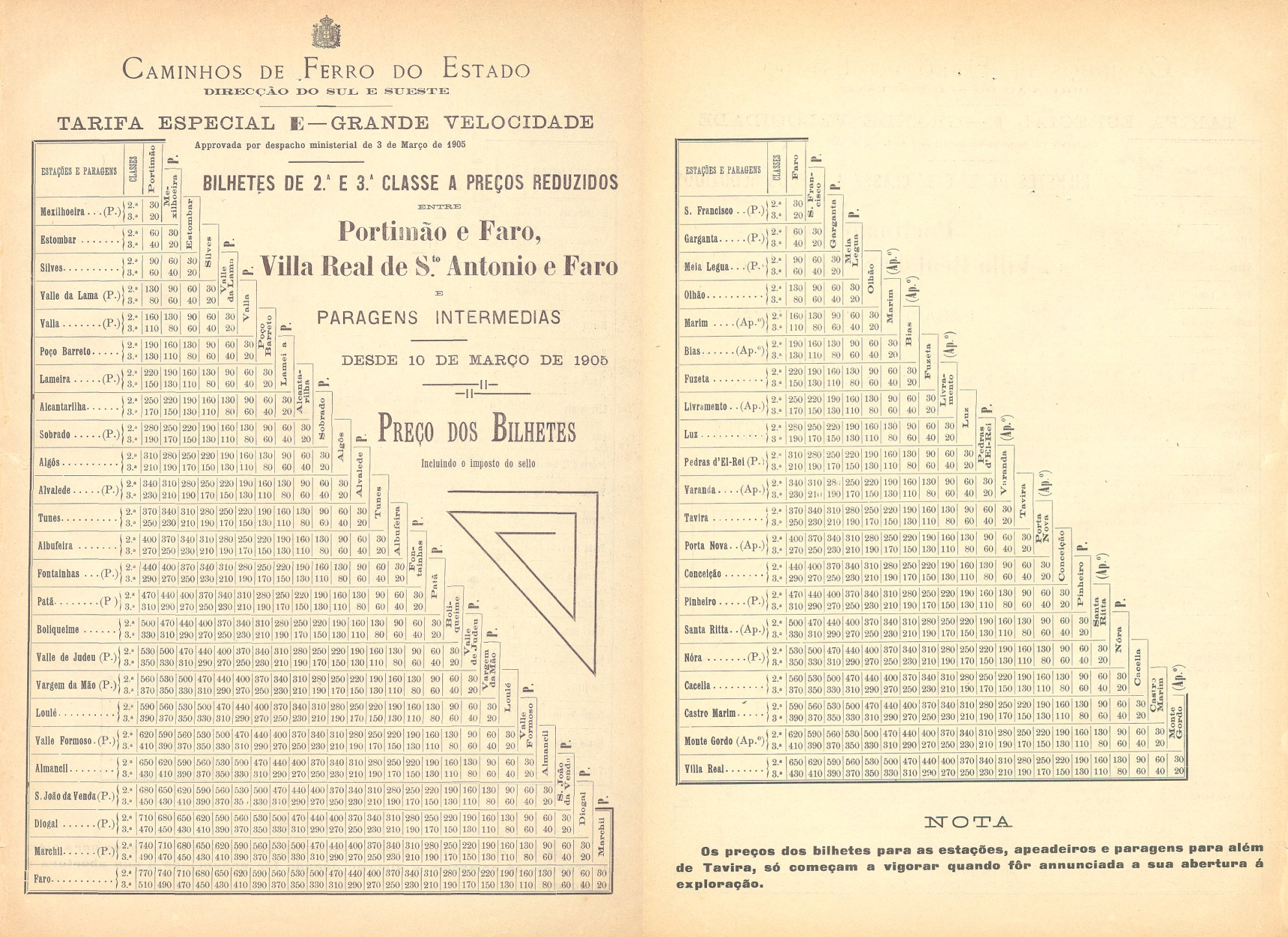
Neste aviso de 1905, esta interface surge com a categoria de paragem, e a denominação de Valla.

## História
Este apeadeiro entrou ao serviço no dia 1 de Fevereiro de 1902, como parte do lanço entre Silves e Poço Barreto da Linha do Algarve, que nessa altura era considerado como parte do Ramal de Portimão.

Em 1913, era utilizado apenas por comboios trenvias. Em 1980, já não era servido por quaisquer comboios de passageiros, tendo sido extinto anteriormente.